# Fight Fire with Fire (canción de Kansas)
«Fight Fire with Fire» —en español: «Pelea fuego con fuego»— es una canción de la banda estadounidense de rock progresivo Kansas.  Apareció originalmente como la primera melodía del álbum Drastic Measures, lanzado en 1983.  Fue escrita por John y Dino Elefante.

## Lanzamiento y recepción
En el año de 1983, «Fight Fire with Fire» fue publicado como el primer sencillo de Drastic Measures.  Dicho sencillo incluía en el lado B del mismo el tema «Incident on a Bridge» —traducido del inglés: «Incidente en un puente»—, compuesto por Kerry Livgren.
Este sencillo logró ubicarse en el 58.° lugar del Billboard Hot 100, además de alcanzar el puesto 3.° del listado Mainstream Rock Tracks, esto en el mismo año de su lanzamiento.

## Diferentes versiones
Aparte de la edición en vinilo de siete pulgadas, salió al mercado una versión de «Fight Fire with Fire» en formato de doce pulgadas en el Reino Unido.  Además del tema homónimo, dicha versión numeraba dos temas adicionales en la cara B: «Carry On Wayward Son» y «Dust in the Wind».
Como sucedió en otros sencillos de la banda, se lanzó una versión promocional de esta canción; ambos lados del vinilo contenían la melodía principal.

## Lista de canciones

### Versión comercial
| Cara A |                        |                               |          |  |
| N.º    | Título                 | Escritor(es)                  | Duración |  |
| 1.     | «Fight Fire with Fire» | John Elefante / Dino Elefante | 3:40     |  |

| Cara B |                        |               |          |  |
| N.º    | Título                 | Escritor(es)  | Duración |  |
| 2.     | «Incident on a Bridge» | Kerry Livgren | 5:37     |  |
| 9:16   |                        |               |          |  |

### Versión promocional
| Cara A |                        |                           |          |  |
| N.º    | Título                 | Escritor(es)              | Duración |  |
| 1.     | «Fight Fire with Fire» | J. Elefante / D. Elefante | 3:40     |  |

| Cara B |                        |                           |          |  |
| N.º    | Título                 | Escritor(es)              | Duración |  |
| 2.     | «Fight Fire with Fire» | J. Elefante / D. Elefante | 3:40     |  |
| 7:20   |                        |                           |          |  |

### Edición británica de doce pulgadas
| Cara A |                        |                           |          |  |
| N.º    | Título                 | Escritor(es)              | Duración |  |
| 1.     | «Fight Fire with Fire» | J. Elefante / D. Elefante | 3:40     |  |

| Cara B |                        |               |          |  |
| N.º    | Título                 | Escritor(es)  | Duración |  |
| 2.     | «Carry On Wayward Son» | Kerry Livgren | 5:25     |  |
| 3.     | «Dust in the Wind»     | Kerry Livgren | 4:22     |  |
| 13:27  |                        |               |          |  |

## Créditos

### Kansas
- John Elefante — voz y teclados
- Kerry Livgren — guitarra y teclados
- Rich Williams — guitarra
- Dave Hope — bajo
- Phil Ehart — batería

### Productores
- Kansas
- Neil Kernon
- Jeff Glixman (en los temas del lado B de la versión británica de doce pulgadas)

## Posicionamiento en las listas
| Año  | País           | Lista                            | Posición máxima |
| ---- | -------------- | -------------------------------- | --------------- |
| 1983 | Estados Unidos | Billboard Hot 100                | 58.°            |
| 1983 | Estados Unidos | Billboard Mainstream Rock Tracks | 3.°             |